# Campeonato Português de Rugby de 2015–2016
O Campeonato Nacional da Divisão de Honra 2015/2016 contou com 10 clubes, acabando com o título do GD Direito.
Final
07/05/2016 CDUL - GD Direito, 6-11
3.º e 4.º Lugares
CR Técnico e GDS Cascais
1/2 Finais
CDUL - AEIS Técnico, 22-15
GD Direito - GDS Cascais, 35-18
Play-Off 3º Classificado-6º Classificado
GDS Cascais - CF Os Belenenses, 33-25
Play-Off 4º Classificado-5º Classificado
AEIS Técnico - AEIS Agronomia, 9-6

## CN da Divisão de Honra - Fase Apuramento
|     |                           | Jogos | Jogos | Jogos | Jogos | Jogos | Jogos | Jogos | Ensaios | Ensaios | Pontapés de Transformação convertidos | Pontapés de Transformação convertidos | Pontapés de Penalidade convertidos | Pontapés de Penalidade convertidos | Pontapés de Ressalto convertidos | Pontapés de Ressalto convertidos | Pontos de Jogo | Pontos de Jogo | Pontos de Jogo | Pontos Bónus | Pontos Bónus | Pontos Bónus | Pontos Totais |
| Pos | Equipa                    | Jor.  | J     | V     | E     | D     | FC    | Pts.  | Marc.   | Sofr.   | Marc.                                 | Sofr.                                 | Marc.                              | Sofr.                              | Marc.                            | Sofr.                            | Marc.          | Sofr.          | Dif.           | Ise          | Ofen.        | Defen.       | Pts Tot       |
| --- | ------------------------- | ----- | ----- | ----- | ----- | ----- | ----- | ----- | ------- | ------- | ------------------------------------- | ------------------------------------- | ---------------------------------- | ---------------------------------- | -------------------------------- | -------------------------------- | -------------- | -------------- | -------------- | ------------ | ------------ | ------------ | ------------- |
| 1   | CDUL                      | 20    | 18    | 16    | 1     | 1     | 0     | 66    | 85      | 19      | 52                                    | 12                                    | 21                                 | 25                                 | 1                                | 1                                | 595            | 197            | +398           | 8            | 9            | 0            | 83            |
| 2   | GD Direito                | 20    | 18    | 15    | 0     | 3     | 0     | 60    | 90      | 21      | 59                                    | 12                                    | 15                                 | 27                                 | 0                                | 1                                | 613            | 213            | +400           | 8            | 11           | 2            | 81            |
| 3   | GDS Cascais               | 20    | 18    | 14    | 0     | 4     | 0     | 56    | 57      | 25      | 44                                    | 17                                    | 41                                 | 28                                 | 0                                | 0                                | 496            | 243            | +253           | 8            | 6            | 2            | 72            |
| 4   | Clube de Rugby do Técnico | 20    | 18    | 11    | 0     | 7     | 0     | 44    | 87      | 35      | 53                                    | 21                                    | 23                                 | 31                                 | 0                                | 2                                | 610            | 316            | +294           | 8            | 9            | 2            | 63            |
| 5   | AEIS Agronomia            | 20    | 18    | 11    | 0     | 7     | 0     | 44    | 54      | 44      | 40                                    | 32                                    | 27                                 | 27                                 | 1                                | 0                                | 434            | 365            | +69            | 8            | 6            | 2            | 60            |
| 6   | CF Belenenses             | 20    | 18    | 7     | 1     | 10    | 0     | 30    | 48      | 52      | 28                                    | 36                                    | 26                                 | 27                                 | 0                                | 1                                | 374            | 416            | -42            | 8            | 2            | 2            | 42            |
| 7   | CDUP                      | 20    | 18    | 6     | 0     | 12    | 0     | 24    | 38      | 53      | 20                                    | 38                                    | 31                                 | 17                                 | 2                                | 0                                | 329            | 392            | -63            | 8            | 4            | 3            | 39            |
| 8   | AA Coimbra                | 20    | 18    | 6     | 0     | 12    | 0     | 24    | 34      | 79      | 19                                    | 50                                    | 18                                 | 18                                 | 1                                | 2                                | 265            | 555            | -290           | 8            | 3            | 2            | 37            |
| 9   | RC Lousã                  | 20    | 18    | 2     | 0     | 16    | 0     | 8     | 19      | 90      | 11                                    | 48                                    | 19                                 | 24                                 | 2                                | 1                                | 180            | 621            | -441           | 8            | 0            | 3            | 19            |
| 10  | CR Arcos Valdevez         | 20    | 18    | 1     | 0     | 17    | 0     | 4     | 17      | 111     | 10                                    | 70                                    | 20                                 | 17                                 | 1                                | 0                                | 168            | 746            | -578           | 8            | 0            | 2            | 14            |

Nota: Na coluna “Ise” são atribuidos 4 pontos por cada jornada em que as equipas estejam isentas.

## Calendário
|                           | CDUL  | GDD   | GDS   | CRT   | AGR   | CFB   | CDUP  | AAC   | RCL   | CRAV  |
| CDUL                      |       | 12-25 | 18-9  | 6-3   | 40-0  | 22-0  | 29-13 | 55-6  | 41-22 | 74-10 |
| GD Direito                | 12-17 |       | 13-9  | 41-19 | 45-11 | 45-0  | 35-3  | 50-13 | 67-0  | 39-10 |
| GDS Cascais               | 23-26 | 19-18 |       | 22-10 | 17-15 | 19-13 | 19-7  | 55-7  | 62-3  | 56-3  |
| Clube de Rugby do Técnico | 18-27 | 8-30  | 30-6  |       | 34-16 | 32-24 | 47-5  | 92-12 | 58-8  | 108-8 |
| AEIS Agronomia            | 3-26  | 17-29 | 21-27 | 34-19 |       | 29-19 | 32-16 | 23-12 | 37-10 | 41-23 |
| CF Belenenses             | 24-24 | 5-49  | 11-31 | 21-20 | 24-30 |       | 20-13 | 25-12 | 52-10 | 72-0  |
| CDUP                      | 8-42  | 23-31 | 6-19  | 23-27 | 18-21 | 32-9  |       | 18-12 | 37-3  | 53-0  |
| AA Coimbra                | 7-59  | 23-15 | 10-29 | 7-38  | 3-23  | 33-25 | 25-11 |       | 16-11 | 24-5  |
| RC Lousã                  | 3-44  | 7-50  | 14-34 | 9-18  | 3-27  | 12-21 | 11-16 | 15-14 |       | 14-18 |
| CR Arcos Valdevez         | 11-33 | 17-19 | 18-40 | 17-29 | 0-54  | 3-9   | 10-27 | 6-29  | 9-25  |       |